# Podarcis levendis
Podarcis levendis là một loài thằn lằn trong họ Lacertidae. Loài này được Lymberakis, Poulakakis, Kaliontzopoulou, Valakos & Mylonas mô tả khoa học đầu tiên năm 2008.